# 心叶梅花草
心叶梅花草（学名：Parnassia cordata），为卫矛科梅花草属下的一个植物种。种名cordata意为心形的。